# Cibernética e administração
A cibernética é a ciência da comunicação e do controle (seja nos seres vivos, ou seja nas máquinas). A comunicação é que torna os sistemas integrados e coerentes e o controle é que regula o seu comportamento. A cibernética compreende os processos físicos, fisiológico, psicológico etc. de transformação da informação.
A cibernética é uma teoria dos sistemas de controle baseada na comunicação entre os sistemas e o meio/ambiente e dentro do próprio sistema.
As empresas são sistemas excessivamente complexos (extremamente complicados e não podem ser descritos de forma precisa e detalhada), probabilísticos (é aquele para o qual não poderá ser fornecida uma previsão detalhada) e regulamentados que funciona como organismos vivos, que desenvolvem técnicas de sobrevivência num ambiente interno e externo em alteração continua.
Na cibernética, procura-se representar os sistemas originais através de outros sistemas comparáveis, que são denominados modelos. Um modelo provisório que o representa, para facilitar o tratamento das entidades evolvidas no estudo, pois a manipulação de entidades (pessoas e organização) é socialmente inaceitável ou legalmente proibida.
No caso da administração, por exemplo, a cibernética pode envolver estudos sobre: pessoas, áreas, departamentos, unidades de negócios, empresas, grupos empresariais, etc.
A cibernética também está associada ao uso de sistemas de comunicação e conseqüentemente aos seus componentes, que são vitais para troca de informações da organização com o ambiente e dentro dela mesma.

## As principais conseqüências da cibernética na administração
Com a mecanização que se iniciou com a Revolução Industrial, o esforço muscular do homem passou para a máquina. Porém com a automação provocada pela Cibernética, muitas tarefas que cabiam ao cérebro humano passaram para a máquina. A Cibernética está levando a uma substituição do cérebro humano. O computador tende a substituir o homem em uma gama crescente de atividades, e com grande vantagem. As principais conseqüências da Cibernética na administração são duas: a automação e a informática.
Automação
Ultra-mecanização, super-racionalização, processamentos contínuos e controle automático nas indústrias, nos comércios e nos serviços bancários. Com a automação surgiram as fábricas autogeridas: algumas indústrias químicas, como as refinarias de petróleo, apresentam uma automação quase total. O mesmo ocorre em organização cujas atividades ou operações são relativamente engenhos que contém dispositivos capazes de tratar informações que recebem do meio exterior e produzir ações.
Informática
Tratamento racional e sistemático da informação por meios automáticos, associado ao uso dos computadores. Embora não se deva confundir a informática com computadores, na verdade ela existe porque existem os computadores. Na realidade, a informática é a parte da cibernética que trata da relação entre coisas e suas características, de maneira a representá-las por meio de suportes de informação, trata ainda, da forma de manipular esses suportes, em vez de manipular as próprias coisas. A informática é um dos fundamentos da teoria e dos métodos que fornecem as regras para o tratamento da informação. O processamento de informação levou ao surgimento do computador eletrônico, o qual deu início a era da informática. É uma ferramenta a disposição das empresas e pessoas, mas sua não utilização ou seu desconhecimento pode ser a diferença entre o sucesso e fracasso em qualquer atividade.

## Tendência: Cibernética e um novo paradigma de gestão de organizações
A abstração que nos permite distinguir uma empresa como um sistema, também permite que administradores, gestores e colaboradores possam refletir sobre sua organização como um sistema cibernético que se adapta ao meio a partir de um processo de perceber o mesmo e o meio ambiente e retroalimentar seus processos e decisões a partir desta percepção.
Para que um sistema se adapte ao meio, é necessário que o mesmo mude sua estrutura dinamicamente a cada momento. Isto é possível através de um processo recursivo de agir, perceber o meio e o resultado de suas ações (feedback), re-projetar as ações e agir novamente.
Nesse contexto, a cibernética surge como uma ciência que valoriza a percepção de cada ser humano que compõe o sistema e o retroalimenta com o seu ponto de vista e entendimento do que ocorre no meio-nicho onde a organização se acopla.
Uma organização pode ampliar sua percepção do meio em que se insere, se ampliar e validar a comunicação informal que ocorre entre os membros que compõe este sistema, aumentando assim a consensualidade e a coordenação entre os mesmos, fazendo com que a percepção de um ente do sistema possa ser vista e ganhar potência dentro da rede de conversações da organização.
Existem diversos tipos de técnicas e métodos que possibilitam este tipo de aprendizagem informal nas organizações, entre elas as Conversações Cibernéticas, The World Café, Espaço aberto etc.